# Karl Theodor Fahr

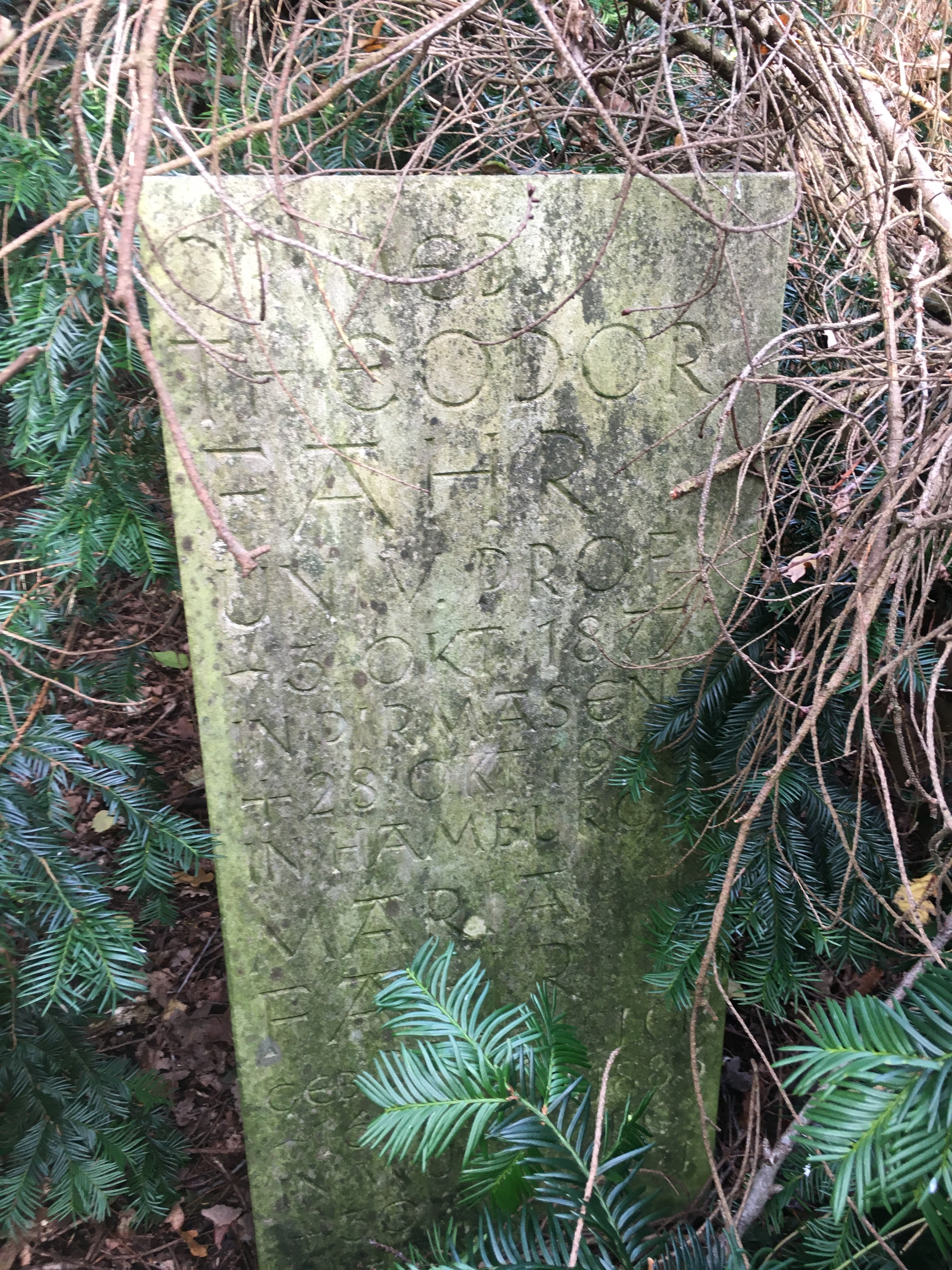
Grobowiec na Cmentarzu Ohlsdorf w Hamburgu

Karl Theodor Fahr (ur. 3 października 1877 w Pirmasens, zm. 28 października 1945 w Hamburgu) – niemiecki lekarz, patolog.

## Życiorys
W 1903 otrzymał doktorat na Uniwersytecie w Gießen, kontynuował naukę u Eugena Bostroema w Giessen, Morrisa Simmondsa w Hamburgu oraz u Ilji Miecznikowa w Paryżu. a w 1924 r. profesorem zwyczajnym patologii ogólnej i anatomii patologicznej w Hamburgu, a także dyrektorem Instytutu Patologicznego w Hamburgu-Eppendorfie. Fahr pamiętany jest za prace nad patologią nerek. Razem z Franzem Volhardem opublikował monografię na temat choroby Brighta "Die Brightsche Nierenkrankheit". W 1923 roku jako jeden z pierwszych opisał związek palenia papierosów z rakiem oskrzeli. Ponadto, opisał rzadką chorobę neurodegeneracyjną, znaną dziś pod eponimiczną nazwą choroby Fahra. Pochowany na Cmentarzu Ohlsdorf w Hamburgu.

## Wybrane prace
- Die Bright’sche Nierenkrankheit: Klinik, Pathologie und Atlas. z Franzem Volhardem, Springer, Berlin 1914.
- Die Nierengewächse. [w:] Friedrich Henke, Otto Lubarsch (Hrsg.): Handbuch der speziellen pathologischen Antomie und Histologie. Band 6, 1. Berlin 1925.
- Zusammenhangstrennung und durch Gewaltanwendung bedingte krankhafte Veränderungen des Nierenbeckens und des Harnleiters. [w:] Friedrich Henke, Otto Lubarsch (Hrsg.): Handbuch der speziellen pathologischen Antomie und Histologie. Band 6, 1. Berlin 1925.